# Balletpianist

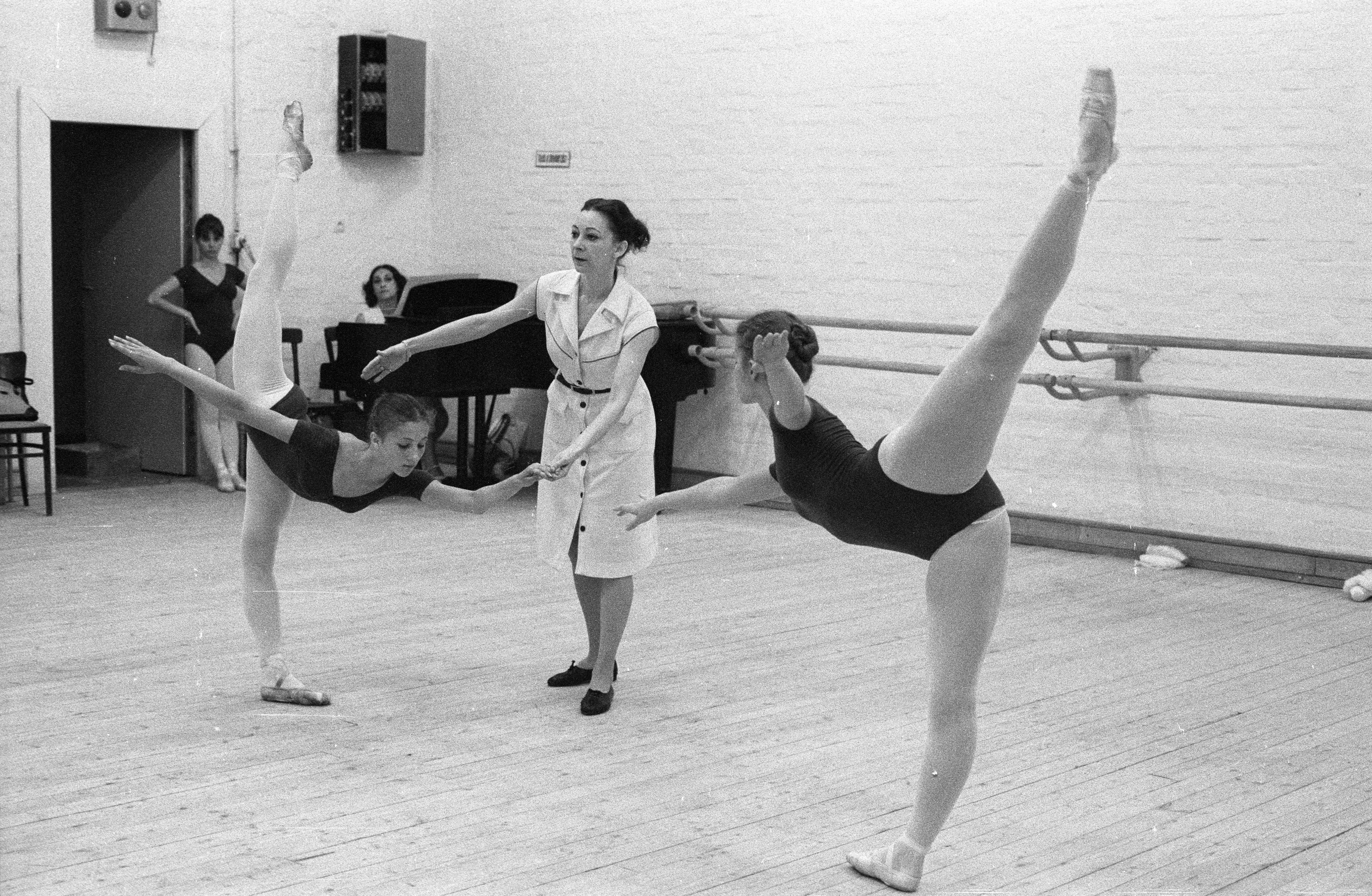
Balletles met een pianist

Een balletpianist verzorgt de muzikale vormgeving van de balletlessen tijdens de lessen aan een dansacademie. Hij of zij improviseert passende muziek bij iedere oefening, en dient dus te beschikken over een degelijke kennis van verschillende danstypen.
Vanaf de eerste les moet de balletpedagoog en de muzikaal begeleider van de klassieke dans de leerlingen de rol van de muziek in de balletkunst duidelijk maken, opdat de studenten al vanaf het begin begrijpen dat de muziek een integrerend onderdeel van de les is en niet alleen maar dient om de maat te slaan. De muzikale melodieën moeten toegankelijk, eenvoudig, expressief, maar niet eentonig zijn. Men moet er voortdurend aan denken dat de muziek, mede door de sfeer die ervan uitgaat, de werkkracht van de studenten zal vergroten en hen tot hogere prestaties brengt.
De muzikaal begeleider gebruikt bij zijn muzikale improvisaties zang-en dansthema's uit de volksmuziek en van melodisch materiaal uit de klassieke muziekliteratuur, zoals; Balletmuziek, Symfonische muziek, Pianomuziek enz., De pianist past zijn muzikale improvisaties aan, aan de elementaire bewegingvormen. De muziek moet wat inhoud betreft eenvoudig zijn. Aangepast bijvoorbeeld aan de jonge leeftijd van de  leerlingen. Juist bij deze elementaire vormen van improvisatie zal men veel aandacht moeten schenken aan de relatie met de beweging.
Onder muzikale vormgeving moet worden verstaan: de muzikale compositie, die in zijn uiteindelijke vorm gebracht en opgebouwd wordt volgens;
1. Het karakter en tempo
2. De frasering
3. Het ritmisch schema
4. De dynamiek van de dansbeweging.

De muziek moet alle bijzonderheden van de dansbeweging muzikaal onderstrepen. 